# Yaken Zaki
Yaken Zaki (Asuán, Egipto, 12 de septiembre de 1934-22 de diciembre de 2012) fue un futbolista egipcio.

## Trayectoria
Fue internacional con la selección de fútbol de Egipto y disputó la Copa Africana de Naciones 1959 y la edición de 1970. Además representó a su país en la categoría de fútbol en los Juegos Olímpicos de Roma 1960 y Juegos Olímpicos de Tokio 1964.